# Adrenalyn XL

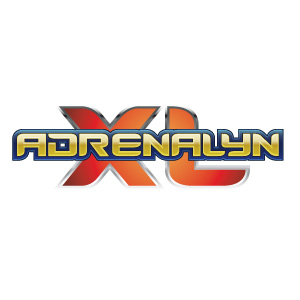
Logo

Adrenalyn XL ist ein Sammelkartenspiel, das von Panini herausgegeben wird. Es ist der Nachfolger von Super Strikes und erscheint in mehreren Ländern und wird für die UEFA Champions League sowie für die Europa- und Weltmeisterschaften herausgegeben. Seit der letzten Saison gibt es auch Karten für die spanische Primera División, die Serie A sowie die Ligue 1. Die Zielgruppe sind Jungen und Mädchen ab sechs Jahren.

## Angebot
Für die Sammelkarten gibt es eine Sammelmappe und ein Spielfeld, die zusammen mit einer Spielanleitung in einem Starterpack verkauft werden. Ebenfalls gibt es eine Blechdose, genannt Tin-Dose, in der mehrere Karten sind. Die Sammelkarten werden in einer Tüte, in der sechs Karten enthalten sind, zu einem Preis von einem Euro pro Stück verkauft.

## Verschiedene Karten
Die Anzahl der Karten pro Land variiert je nachdem, wie gut das Land ist. Generell bietet Adrenalyn XL auch Sonderkarten an, diese sind Star-Spieler, Goal Stopper, Fan-Favoriten, zahlreiche Limited Editions und Champions, die nach der WM 2010 in Master umbenannt wurden. Später hinzugefügt wurden Rising Stars, Top Master, Legenden und Scandinavian Stars. Seit der Champions-League-Saison 2013/14 bietet Adrenalyn XL erstmals die Logos der teilnehmenden Mannschaften und den UEFA-Champions-League-Pokal an. Für die Champions-League-Saisons bietet Adrenalyn XL jedes Jahr ein Update.

## Rechte
Bei der Europa- und Weltmeisterschaft stellt Adrenalyn XL mehrere Karten pro Land. Je besser und bekannter die Nationalmannschaft ist, desto mehr Karten gibt es. Sowohl in Deutschland als auch in England sichert sich Panini die Rechte aller Nationalmannschaften, lediglich für die Nationalmannschaft von England fehlen die Rechte. Hierfür werden in Deutschland die Spieler der englischen Nationalmannschaft in grauen, farblosen Trikots gezeigt, in England gibt es lediglich ein Profilbild von den Spielern.

## Vermarktung
Neben Werbespots setzt Panini in Deutschland auf eine Kooperation mit den Zeitschriften Sport Bild sowie insbesondere Just Kick-it!.